# Большое Пикино
Большое Пикино — микрорайон города Бор в Нижегородской области России. Большое Пикино получило статус посёлка городского типа в 1949 году. В 2004 году вошло в черту города Бор.

## Население
| 1959 | 1970 | 1979 | 1989 | 2002 |
| ---- | ---- | ---- | ---- | ---- |
| 1375 | 2897 | 1659 | 2528 | 2667 |

## Инфраструктура
В советское время в Большом Пикино имелся торфобрикетный завод. Работает филиал Нижегородского завода  "Гидромаш".